# Зайцев Олег Олексійович
Олег Олексійович Зайцев (рос. Олег Алексеевич Зайцев; нар. 4 серпня 1939, Москва, СРСР — пом. 1 березня 1993, Москва, Росія) — радянський хокеїст, захисник. Олімпійський чемпіон.

## Із біографії
Вихованець московської команди «Крила Рад». Надійний і тактично грамотний захисник виступав за «Крила Рад» (1958–1959), СКА МВО із Калініна (1959–1962) та ЦСКА (1962–1969). У складі столичного армійського клуба п'ять разів здобував золоті нагороди у чемпіонатах країни. Двічі був срібним призером національної ліги. Всього в елітному дивізіоні радянського хокею провів 320 матчів (36 голів). Чотири рази перемагав у кубку СРСР.
У складі національної збірної був учасником двох Олімпіад (1964, 1968). На цих турнірах збірна СРСР була найсильнішою. Чемпіон світу та Європи 1964, 1966–1968. У головній команді країни виступав протягом п'яти років. На Олімпійських іграх та чемпіонатах світу провів 24 матчі (5 закинутих шайб), а всього у складі збірної СРСР — 73 матчі (11 голів).
Після завершення ігрової кар'єри тривалий час працював тренером у команді СКА МВО (Калінін).
Помер 1 березня 1993 року на 54-му році життя у Москві. Похований на Преображенському кладовищі.

## Досягнення
- Олімпійський чемпіон (2): 1964, 1968
- Чемпіон світу (4): 1964, 1966, 1967, 1968
- Чемпіон Європи (4): 1964, 1966, 1967, 1968
- Чемпіон СРСР (5): 1963, 1964, 1965, 1966, 1968
- Срібний призер чемпіонату СРСР (2): 1967, 1969
- Володар кубка СРСР (4): 1966, 1967, 1968, 1969